# Quotiënttopologie
In de topologie, een deelgebied van de wiskunde, is een quotiënttopologie de geïnduceerde topologie op de equivalentieklassen van een equivalentierelatie op een topologische ruimte. Er ontstaat een nieuwe topologiche ruimte van de "aan elkaar geplakte" equivalente elementen.

## Definitie
Zij {\displaystyle (X,{\mathcal {T}})} een topologische ruimte en {\displaystyle \simeq } een equivalentierelatie op {\displaystyle X}. De door deze relatie geïnduceerde qoutienttopologie {\displaystyle {\mathcal {Q}}} is de topologie op de partitie {\displaystyle {\mathcal {P}}} van {\displaystyle X} die gevormd wordt door de equivalentieklassen van {\displaystyle \simeq }. Een deelverzameling {\displaystyle {\mathcal {A}}} van {\displaystyle {\mathcal {P}}} heet open als de vereniging van haar leden een open verzameling is van {\displaystyle (X,{\mathcal {T}})}:
{\displaystyle {\mathcal {A}}\in {\mathcal {Q}}\Leftrightarrow \cup \left\{A|A\in {\mathcal {A}}\right\}\in {\mathcal {T}}}
Gelijkwaardige definitie
{\displaystyle {\mathcal {P}}} wordt uitgerust met de finale topologie {\displaystyle {\mathcal {Q}}} voor de afbeelding {\displaystyle \pi :X\to {\mathcal {P}}} die met ieder element {\displaystyle x\in X} zijn partitieklasse associeert.

## Eigenschappen
De quotiënttopologie voldoet aan het scheidingsaxioma {\displaystyle T_{1}} (singletons zijn gesloten) als en slechts als de equivalentieklassen van {\displaystyle \simeq } gesloten zijn in {\displaystyle (X,{\mathcal {T}})}.
Een quotiënt van een samenhangende ruimte is samenhangend. Een quotiënt van een wegsamenhangende ruimte hoeft echter niet wegsamenhangend te zijn.
Een quotiënt van een compacte ruimte is compact. Een quotiënt van een lokaal compacte ruimte hoeft echter niet lokaal compact te zijn.

## Voorbeeld
Zij {\displaystyle X=[0,1]} het gesloten reële eenheidsinterval met de gewone topologie. Zij {\displaystyle \simeq } de equivalentierelatie op {\displaystyle X} die bestaat uit alle identieke koppels, plus de koppels {\displaystyle (0,1)} en {\displaystyle (1,0)}.
De quotiëntruimte {\displaystyle X/\simeq } is homeomorf (t.t.z. topologisch gelijkwaardig) met de cirkel, want elke omgeving van de klasse {\displaystyle \{0,1\}} in de quotiënttopologie omvat een omgeving van 0 én een omgeving van 1 in de oorspronkelijke ruimte {\displaystyle X=[0,1]}.
Dit is een eenvoudig voorbeeld van een "plak"-operatie: de uiteinden van het interval worden aan elkaar geplakt, zodat een cirkel ontstaat.

## Van pseudometriek naar metriek
Met elke pseudometrische ruimte {\displaystyle (X,d)} wordt een topologie geassocieerd door de open bollen te laten fungeren als basis. Deze topologie is slechts {\displaystyle T_{1}} als de pseudometriek in feite een metriek is.
Als {\displaystyle d} een echte pseudometriek is, dan beschouwen we de equivalentierelatie
{\displaystyle x\simeq y\Leftrightarrow d(x,y)=0}
Deze klassen zijn gesloten verzamelingen, en de quotiëntruimte is {\displaystyle T_{1}}. In feite kan de quotiëntruimte worden opgevat als een metrische ruimte, en voldoet ze dus zelfs aan het scheidingsaxioma {\displaystyle T_{4}}.